# Александровка (Есильский район)
Александровка (каз. Александровка) — село в Есильском районе Северо-Казахстанской области Казахстана. Входит в состав Ильинского сельского округа.
Код КАТО — 594247300.

## География
Находится на правом берегу реки Ишим, примерно в 22 км к юго-западу от села Явленка, административного центра района, на высоте 128 метров над уровнем моря.

## История
Основано в 1894 году переселенцами из центральных губерний России. С 1929 по 1996 годы — центральная усадьба зерносовхоза имени Воровского.

## Население
В 1999 году численность населения села составляла 887 человек (443 мужчины и 444 женщины). По данным переписи 2009 года в селе проживало 622 человека (321 мужчина и 301 женщина).